# 상미겔시

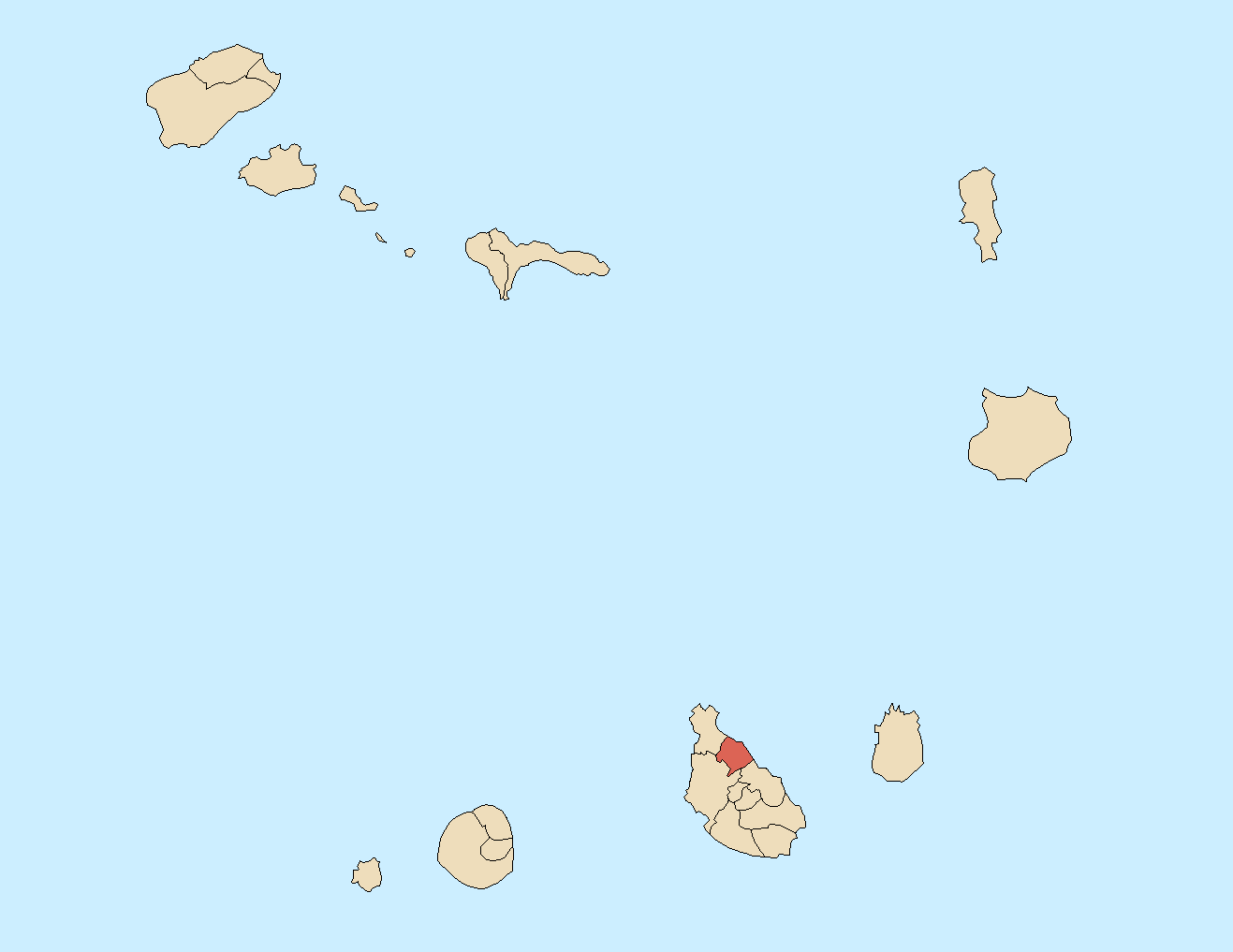
상미겔시의 위치

상미겔시(포르투갈어: São Miguel)는 카보베르데를 구성하는 22개 지방 자치체 가운데 하나로 산티아구섬 북동부에 위치한다. 행정 중심지는 칼례타드상미겔이며 면적은 77.4km2, 인구는 15,630명(2010년 기준)이다. 1개 교구(상미겔아르칸주(São Miguel Arcanjo) 교구)를 관할한다.